# Grabanica
Grabanicë en albanais et Grabanica en serbe latin (en serbe cyrillique : Грабаница) est une localité du Kosovo située dans la commune/municipalité de Klinë/Klina et dans le district de Pejë/Peć. Selon le recensement kosovar de 2011, elle compte 728 habitants.

## Démographie

### Évolution historique de la population dans la localité
| 1948 | 1953 | 1961 | 1971 | 1981 | 1991  | 2011 |
| ---- | ---- | ---- | ---- | ---- | ----- | ---- |
| 446  | 463  | 510  | 610  | 928  | 1 115 | 728  |

|  |

### Répartition de la population par nationalités (2011)
En 2011, les Albanais représentaient 94,64 % de la population et les Égyptiens 5,36 %.